# Heinrich Philibert von Krosigk
Heinrich Philibert von Krosigk (* in Dessau; † 25. November 1642) war ein Sachsen-Weimarischer Kammerjunker und Rat.

## Leben
Freiherr Heinrich Philibert von Krosigk, protestantisch, stammte aus dem Adelsgeschlecht Krosigk. Er war ein Sohn des deutschen Hofbeamten Christoph von Krosigk und dessen Ehefrau  Katharina Elisabeth von Peblis († 14. Januar 1653), einer Schwester von Georg Hans von Peblis.
Krosigk hatte vierzehn Geschwister. Seine fünf Brüder waren: 
- Adolph Wilhelm von Krosigk (1609–1657)
- Georg Christoph von Krosigk (* 1610)
- Ernst Wittich von Krosigk (* 1614)
- Georg Aribert von Krosigk (1617–1665) auf Hohnsdorf und Beesedau
- Siegfried Hildebrandt von Krosigk (* 9. Februar 1623).[1]

Seine neun Schwestern waren:
- Dorothea Margaretha von Krosigk (* 1605) (⚭ von Keudel aus Hessen)
- Johanna Elisabeth von Krosigk (* 1606) (⚭ Georg Aribert von Anhalt-Dessau)
- Anna Maria von Krosigk (* 1607)
- Sophia Eleonora von Krosigk (* 1608) (⚭ Georg VIII. Riedesel zu Eisenbach)
- Martha Juliana von Krosigk (* 1611) (⚭ Fritz von Kramm)
- Ursula Catharina von Krosigk (* 1612)
- Magdalena Ursula von Krosigk (1613–1624)
- Susanna von Krosigk (* 1619; † 27. Juni 1658) (⚭ Lorenz Adolph von Krosigk zu Alsleben)[2]
- Ameley (Amalia) von Krosigk (* 1620) (⚭ Christoph von der Streithorst).

Krosigk immatrikulierte sich 1635 an der Universität Leipzig und 1636 an der Universität Jena, wo er 1638 unter Erasmus Ungepaur De regalibus respondierte. 
Im Jahr 1639 wird Krosigk als Kammerjunker und Rat von Herzog Wilhelm von Sachsen-Weimar genannt; in dieser Eigenschaft wurde er am 25. September bei der Eröffnung des Testaments von Herzog Bernhard von Sachsen-Weimar als Zeuge aufgeführt. Im selben Jahr wurde er unter dem Gesellschaftsnamen Der Mäßigende in die Fruchtbringende Gesellschaft aufgenommen.
Im Rahmen einer Dienstreise nach Budtstadt bereiste er 1642 mit seinem Herzog verschiedene Ämter. Als sie sich am 7. November dem Amt Berka näherten und Krosigk mit der Pistole einen Freudenschuss abfeuerte, zersprang dabei deren Lauf und schoss ihm den Daumen weg. Tage darauf verstarb er am 25. November an Wundfieber. Herzog Wilhelm ließ auf ihn Münzen mit seinem Bildnis prägen und auf der Kehrseite mit dem Spruch „Ein treuer Herr und treuer Knecht sind hier gelobt und dort gerecht.“
Heinrich Philibert von Krosigk starb unverheiratet.